# Flumen (rivière)
Ne doit pas être confondu avec Flumen.
Le Flumen est un cours d'eau du massif du Jura situé dans le département homonyme en France. C'est un affluent du Tacon et donc un sous-affluent du Rhône par la Bienne et l'Ain.

## Géographie
Long de 4,1 km, le Flumen est situé dans le Haut-Jura, à l'est de Saint-Claude. Il est situé dans une vallée très encaissée, profonde de plus de 500 m, qui coupe les anticlinaux calcaires. La source du Flumen est une résurgence alimentée par les eaux infiltrées de l'anticlinal des Hautes-Combes, située non loin du chapeau de Gendarme. Tout de suite après, il plonge par une série de cascades à une altitude de 500 m sur 1 km de parcours. Il conflue avec le Tacon au village de l'Essard.
Il est dominé par des sommets de plus de 1 000 m, tels le mont Chabot, la Roche Blanche ou sur les Grès.

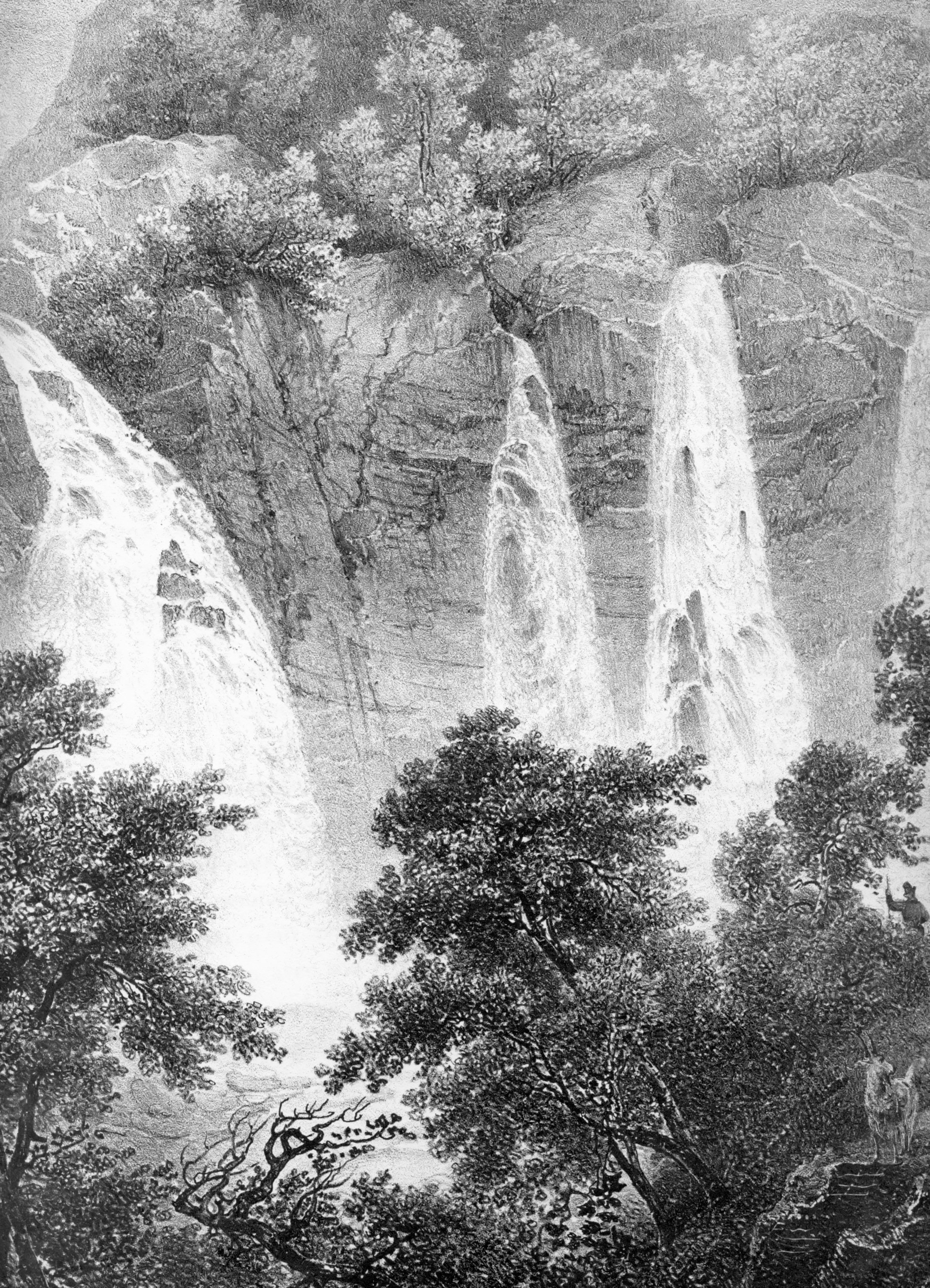
Les cascades du Flumen en 1826